# Taygetis rufomarginata
Espèce
Taygetis rufomarginata est une espèce de papillons de la famille des Nymphalidae, de la sous-famille des Satyrinae et du genre Taygetis.

## Dénomination
Taygetis rufomarginata a été décrit par Otto Staudinger en 1888 sous le nom de Taygetis virgilia f. rufomarginata.

### Sous-espèce
Taygetis rufomarginata tapulunmi Brévignon, 2005.

### Nom vernaculaire
Taygetis rufomarginata se nomme Rufous-margined Satyr en anglais.

## Description
Taygetis rufomarginata est un grand papillon d'une envergure d'environ 70 mm à l'apex de l'aile antérieure angulaire et aux ailes postérieures pointues en n4. Le dessus est de couleur ocre verdi avec une bande marginale rouge aux ailes postérieures. 
Le revers est ocre rose à ocre cuivré ou marron violacé rayé de marron en limite de l'aire discale avec dans l'aire postdiscale une ligne d'ocelles pupillés de blanc, les un marron, les autres ocre et un noir proche de l'angle anal des ailes postérieures.

## Biologie
Taygetis rufomarginatase rencontre en Guyane en juin juillet. 

### Plantes hôtes
Les plantes hôtes de sa chenille sont des bambous d'après les travaux de P.J. devries en 1987,.

## Écologie et distribution
Taygetis rufomarginata est présent à Panama, au Paraguay, en Équateur, en Argentine et en Guyane,,,.

### Protection
Pas de statut de protection particulier